# Europejski Komisarz ds. zdrowia i dobrostanu zwierząt

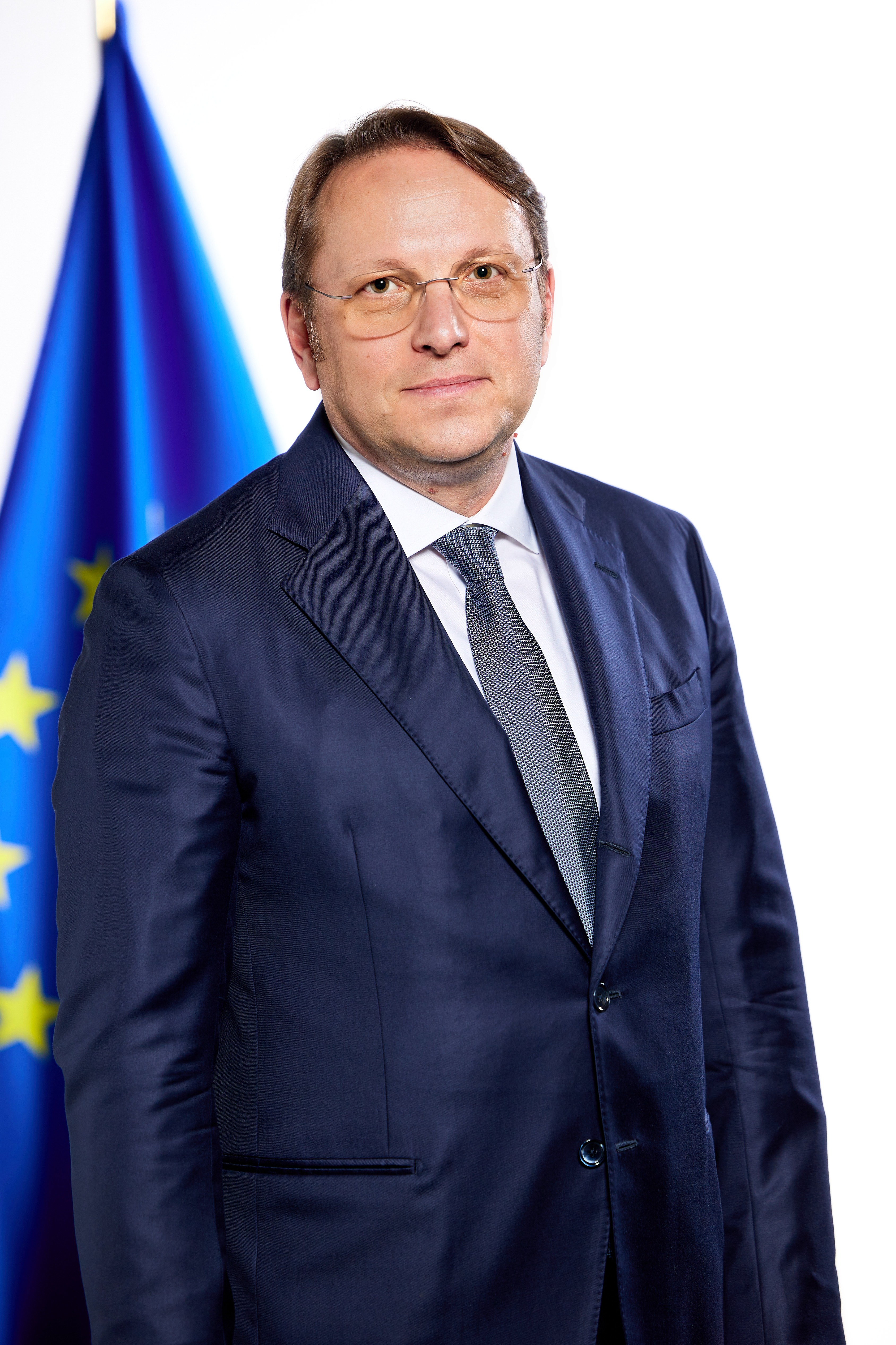
Europejski Komisarz ds. zdrowia i dobrostanu zwierząt - Olivér Várhelyi

Europejski Komisarz ds. zdrowia i dobrostanu zwierząt – członek Komisji Europejskiej. Odpowiada za kształtowanie polityki zdrowotnej, a także za zapewnienie odpowiednich standardów ochrony zdrowia i dobrostanu zwierząt na poziomie całej wspólnoty. Jego misją jest wzmocnienie europejskiego systemu opieki zdrowotnej, promowanie zdrowia publicznego, a także dbanie o etyczne traktowanie zwierząt, łącząc te kwestie w ramach strategii "One Health". To podejście uznaje ścisły związek między zdrowiem ludzi, zwierząt, roślin i środowiska. Komisarz ma także na celu reagowanie na nowe wyzwania zdrowotne, w tym pandemie, oraz zapewnienie konkurencyjności europejskiego sektora farmaceutycznego i medycznego. Obecnym komisarzem jest Olivér Várhelyi.

## Powstanie stanowiska
Stanowisko powstało w odpowiedzi na potrzeby zintensyfikowanej współpracy między państwami członkowskimi w kwestiach zdrowotnych oraz ochrony dobrostanu zwierząt, zwłaszcza w kontekście wyzwań takich jak pandemia COVID-19. Konieczność stworzenia silnej europejskiej odpowiedzi na zagrożenia zdrowotne, poprawa dostępności leczenia i zapobieganie nowym chorobom spowodowały, że temat zdrowia stał się jednym z centralnych priorytetów UE. Z kolei rosnąca świadomość społeczna na temat ochrony zwierząt i ich roli w zdrowiu ludzi i środowiska doprowadziła do powołania specjalnej funkcji komisarza odpowiedzialnego za dobrostan zwierząt.

## Zakres obowiązków
Europejski Komisarz ds. zdrowia i dobrostanu zwierząt odpowiada za rozwój polityki zdrowotnej w UE, koncentrując się na wzmocnieniu systemów opieki zdrowotnej, promocji zdrowia i profilaktyce, a także na zapewnieniu odpowiednich standardów ochrony dobrostanu zwierząt. Do jego obowiązków należy:
- dokończenie budowy jednolitego systemu zdrowotnego w UE, zapewniającego dostęp do nowoczesnych terapii oraz wzmocnienie odporności i konkurencyjności systemów opieki zdrowotnej,
- opracowanie działań mających na celu rozwiązanie problemu niedoborów leków i urządzeń medycznych, oraz zmniejszenie zależności od krytycznych surowców i substancji farmaceutycznych,
- współpraca z Parlamentem Europejskim i Radą Unii Europejskiej w celu zakończenia reformy farmaceutycznej, wspierając konkurencyjność i innowacje w przemyśle farmaceutycznym,
- praca nad stworzeniem regulacji wspierających innowacje w obszarze oceny technologii zdrowotnych, badań klinicznych i innych,
- wzmocnienie działań w zakresie zapobiegania chorobom i promocji zdrowia przez całe życie, w tym realizacja Europejskiego Planu Walki z Rakiem oraz opracowanie wspólnej polityki w zakresie zdrowia psychicznego, chorób serca i innych schorzeń,
- działania na rzecz osiągnięcia celów UE na rok 2030 w zakresie przeciwdziałania oporności na antybiotyki,
- dokończenie budowy Europejskiej Przestrzeni Zdrowia Cyfrowego oraz promowanie wykorzystania sztucznej inteligencji w leczeniu, w tym w zakresie sekwencjonowania genomu,
- udoskonalenie przepisów dotyczących dobrostanu zwierząt, szczególnie w kontekście importu zwierząt egzotycznych oraz zrównoważonego rozwoju hodowli i ochrony zwierząt,
- opracowanie działań mających na celu zmniejszenie marnotrawstwa żywności oraz poprawę zrównoważoności, bezpieczeństwa i dostępności produkcji żywności w UE.

## Lista komisarzy
|   | Komisarz        | Lata    | Komisja          |
| - | --------------- | ------- | ---------------- |
| 1 | Olivér Várhelyi | od 2024 | von der Leyen II |